# Josef Müllner
Josef Müllner, eigentlich Josef Franz Müllner (* 1. August 1879 in Baden bei Wien, Österreich-Ungarn; † 25. Dezember 1968 in Wien), war ein österreichischer Bildhauer und Medailleur neoklassizistischen Stils.

## Leben und Wirken

### Kindheit und Jugend
Josef Müllner wurde als zweites von vier Kindern des Kaufmannes Josef Müllner und seiner Gattin Maria (geborene Schimmer) am 1. August 1879 in Baden bei Wien geboren. Ein Jahr nach seiner Geburt übersiedelte die Familie nach Wien. Dort besuchte Müllner zwischen 1893 und 1895 die Staatsgewerbeschule.

### Studium und frühe Jahre
Nach einer erfolglosen ersten Bewerbung wurde Müllner 1896 von Edmund Hellmer an der Akademie der bildenden Künste aufgenommen. Hellmer war die prägende Figur in Müllners Studienzeit, in seinem letzten Jahr an der Akademie besuchte er die Meisterklasse von Caspar von Zumbusch. Bereits während des Studiums wurde er mit zahlreichen Auszeichnungen bedacht, darunter dem renommierten Staatsreisestipendium, das ihm, nach Abschluss seiner Studien im Jahr 1902, einen einjährigen Aufenthalt in Rom ermöglichte. Nach seiner Rückkehr nach Wien 1904 bezog er ein Gartenatelier in der Starhemberggasse. In der Zeit von 1905 bis 1915 – bevor sein Werk zunehmend politisch wurde – entstanden mehrere Auftragsarbeiten für den Industriellen Karl Wittgenstein. 1906 stellte er erstmals in der Secession aus und wurde im gleichen Jahr als Mitglied aufgenommen. 1911 verließ er die Secession und schloss sich der Künstlerhaus Vereinigung an.

### Deutschnationale Politisierung und künstlerische Karriere
1915 entstand für den Militär Witwen und Waisenfonds, in Anlehnung an den Stock-im-Eisen, der Wehrmann in Eisen. Dies war die erste einer Vielzahl ähnlicher Aktionen, die darauf aufgrund des großen Erfolges während des Ersten Weltkriegs in den cisleithanischen Gebieten Österreich-Ungarns sowie dem Deutschen Reich umgesetzt wurden, um Spenden zu sammeln. Insgesamt sollen durch den Wehrmann in Eisen Spenden von 700.000 Kronen eingegangen sein. Anders als die meisten anderen ist der Wehrmann in Eisen noch heute erhalten und im öffentlichen Raum zu besichtigen. 1916 gewann Müllners Entwurf unter 150 Einreichungen den Bewerb für ein Gefallenendenkmal in Wien, welches jedoch unausgeführt blieb. Von diesem ursprünglichen Entwurf wurde nur der Kopf der zentralen überlebensgroßen Ganzkörperplastik als Studie ausgeführt, welcher als Siegfriedskopf bekannt wurde. Dieser wurde 1925 im Auftrag der antisemitischen Deutschen Studentenschaft als Gefallenendenkmal der Universität Wien in der Aula der Universität aufgestellt und war bis zu seiner Kontextualisierung und Verlegung in den Arkadenhof 2006 Treffpunkt rechtsradikaler Burschenschafter. 1923 wurde die zwei Jahre zuvor geschaffene Siegerstatue vor dem Theseustempel aufgestellt, zur Erinnerung an die Deutschen Kampfspiele, die als Reaktion auf den Ausschluss Deutschlands von den Olympischen Spielen 1920 ausgerichtet wurden. 1926 wurde das Ehrenmal für den antisemitischen christlich-sozialen Bürgermeister Wiens Karl Lueger errichtet, nach bereits 1913–16 gefertigten Plänen. 1934 stellte Müllner bei der ersten nationalen Beteiligung Österreichs an der Biennale di Venezia zwei Brunnen aus. 1936 nahm Müllner am Bildhauerei Wettbewerb der Olympischen Spiele in Berlin teil, für die er im Vorfeld ein Reiterstandbild fertigte.
Müllner war „Ehrenbursche“ der der deutsch-nationalen Verbindung Deutscher Kunstakademiker Athenaia, einer Hauskorporation an der Akademie der bildenden Künste in Wien, der er bis zu ihrer Auflösung als Alter Herr angehörte. Der damalige Rektor der Akademie Alexander Popp würdigte die Verbindung in seiner Rede zum 250-jährigen Bestehen der Akademie als „Keimzelle der nationalsozialistischen Bewegung“. Drei Tage nach dem sogenannten Anschluss Österreichs unterzeichnete Müllner einen Diensteid an Hitler. Im November 1938 wurde Müllner eingeladen dem Reichskultursenat beizutreten, was er aus Zeitgründen und, wie er selbst betonte, nicht aus mangelndem Idealismus ablehnte. Er wolle hingegen durch seine Hände Arbeit „zur Verherrlichung der nationalsozialistischen Idee“ beitragen. 1940 trat Müllner in die NSDAP ein. Im gleichen Jahr schuf er, einem Staatsauftrag folgend, aus Laaser Marmor eine Hitler-Büste. 1944 wurde er in die Gottbegnadeten-Liste des Reichsministeriums für Volksaufklärung und Propaganda aufgenommen. Außerdem gehörte Müllner dem NS-Dozentenbund, dem NS-Altherrenbund und dem Reichsluftschutzbund an. Müllner und seine Werke, insbesondere der Siegfriedskopf und das Karl-Lueger-Ehrenmal sind heute wegen seiner Unterstützung des Nationalsozialismus stark umstritten.

### Akademische Karriere
Bereits 1910 wurde Müllner Professor an der Akademie der bildenden Künste Wien und 1922 Leiter der Meisterschule für Bildhauerei. In den Studienjahren 1922/23, 1928/29, 1929/30 und 1936/37 war Müllner Prorektor der Akademie und in den Studienjahren 1926/27 und 1927/28 ihr Rektor. Zwischen Juli 1943 und Juni 1944 füllte er diese Funktion effektiv erneut aus, als er als „dienstältestes Mitglied im Professorenkollegium“ die Vertretung des erkrankten Rektors Alexander Popp übernahm. Nach Beendigung des Studienjahrganges 1947/48 trat er nach 38 Jahren Lehrtätigkeit unter Monarchie, Erster Republik, austrofaschistischem Ständestaat, NS-Diktatur und Zweiter Republik in den Ruhestand. Zu seinen Schülern zählten eine Vielzahl der einflussreichsten Bildhauer des NS-Regimes, darunter die NS-Größen Josef Thorak, Gustinus Ambrosi und Robert Ullmann, sowie Franz Barwig der Jüngere, Alfred Crepaz, Emmerich Kerle, Albin Lanner, Hans Plangger, Walter Pochlatko, Robert Propf, Alfons Riedel, Josef Franz Riedl und Rudolf Schmidt. Weitere wichtige Schüler Müllners waren Heinz Leinfellner, József Árpád Murmann und Walter Ritter.

### Krankheit und Tod
Müllner erlitt 1967 einen Gehirnschlag. Er konnte seither nicht mehr künstlerisch arbeiten und wurde von seiner Nichte gepflegt. Müllner starb am 26. Dezember 1968 an Herzversagen und wurde am 3. Januar 1969 auf dem Wiener Zentralfriedhof bestattet.

## Werke (Auswahl)
Über 140 Werke Müllners sind bekannt.
- 1903: Sandsteingruppe Heilige Familie, Herz-Jesu Kloster, Wien
- 1908/10: Nackter Reiter, Bronze, Kurpark, Baden bei Wien
- 1910: Schubertbrunnen, Marmor, Schubertmuseum (Schuberts Geburtshaus), Wien
- 1913: Bronzegruppe Scherzo, Modenapark (ursprünglich im Arenbergpark), Wien
- 1913–16/26: Ehrenmal Früchte bringe das Leben dem Manne für Karl Lueger, Dr.-Karl-Lueger-Platz, Wien
- 1915: Wehrmann in Eisen, Holz, Felderstraße Wien (früher im Deutschmeistermuseum, ursprünglich auf dem Schwarzenbergplatz), Wien
- 1915: Zwei Statuetten Wiener Wehrmann, Zinn, Heeresgeschichtliches Museum, Wien
- 1917: Medaille Jubiläum der Akademie, Zinn, zum 225-jährigen Bestehen der Akademie der bildenden Künste, Wien
- 1917/35: Kriegerdenkmal, Zalabar
- 1921: Marmorrelief Ernst Fuchs, Arkadenhof der Universität Wien (ursprünglich im AKH), Wien
- 1922: Siegerstatue, bezeichnet der Kraft und Schönheit unserer Jugend, vor dem Theseustempel, Wien
- 1922/23: Heldendenkmal für die im Ersten Weltkrieg gefallenen Studierenden der Wiener Universität „Siegfriedskopf“, Marmor, Arkadenhof der Universität Wien (ursprünglich in der Aula der Universität Wien), Wien
- 1923: Heldendenkmal, Kalkstein und Bronze, Großhollenstein a. d. Ybbs
- 1925: Heldendenkmal für die gefallenen Kunstakademiker, Aula der Akademie der bildenden Künste, Wien
- 1929: Kriegerdenkmal, Kalkstein, Wittau
- 1930: Verdienstmedaille der Akademie, Bronze, für die Akademie der bildenden Künste, Wien
- 1931: Marmorrelief Edmund Hellmer zum 80. Geburtstag, Bildhauergebäude der Akademie der bildenden Künste, Wien
- 1931: Rotary-Medaille, Bronze, Baden bei Wien
- 1935: Gefallenendenkmal, Baden bei Wien
- 1935: Reiterstandbild, Bleiguß, für die Olympischen Spiele, Staatliche Museen Berlin, Berlin
- 1938: Hansi Niese Denkmal, vor dem Volkstheater, Wien
- 1940: Hitlerbüste, Bronze, Aula der Wiener Akademie der Bildenden Künste, Wien
- 1942: Relief Polizeipräsident Steinhäusel, Bronze, für die Polizeischule Marokkanerkaserne, Wien
- 1942: Akademie 1692 - 1942, Steinrelief zum 250-jährigen Bestehen der Wiener Akademie der bildenden Künste, Wien
- 1942: Mozartbüste, Bronze, Mozarthaus Domgasse, Wien
- 1942: Monumentalherme Die Kunst, Bronze, Wien Museum, Wien
- 1943: Ehrenmedaille des Wiener Künstlerhauses, Bronze, Wien
- 1943: Melodie aus Wien, Marmor, Wien (1945 zerstört)
- 1951: Herme Prof. Wagner-Jauregg, Marmor, Universität Wien, Wien
- 1958: Fünf Kunstallegorien, Rollettmuseum, Baden bei Wien
- 1961: Mozartbüste II, Bronze, Mozarttempel, Baden bei Wien

## Ehrungen
- 1899: Goldene Fügermedaille
- 1900: Gundelpreis
- 1901: Hofpreis, verbunden mit dem Franz Josefs-Goldstipendium
- 1902: Dumba-Preis
- 1903: Staatsreisestipendium „Rompreis“
- 1906: Reichelkünstlerpreis[2]
- 1926: Großes silbernes Ehrenzeichen der Republik Österreich
- 1928: Staatspreis der Republik Österreich
- 1930: Staatspreis und Ehrenkreuz der Republik Österreich
- 1936: Ehrenzeichen der Universität Wien[13]
- 1941: Preis der Stadt Wien für die Genossenschaft der bildenden Künstler Wiens[14]
- 1942: Silbernes Treuedienst-Ehrenzeichen der Akademie der bildenden Künste
- 1943: Raphael Donner-Preis der Stadt Wien[14]
- 1944: Große goldene Medaille der Künstlergenossenschaft Künstlerhaus
- 1948: Ehrenmitglied der Wiener Akademie der bildenden Künste (aberkannt 2023[15])
- 1949: Goldener Lorbeer der Künstlergenossenschaft Künstlerhaus
- 1949: Ehrenbürger der Stadt Wien
- 1949: Ehrenbürger der Stadt Baden[16]
- 1949: Ehrenmitgliedschaft der Künstlergenossenschaft Künstlerhaus
- 1983: Josef-Müllner-Straße in Baden bei Wien

## Galerie

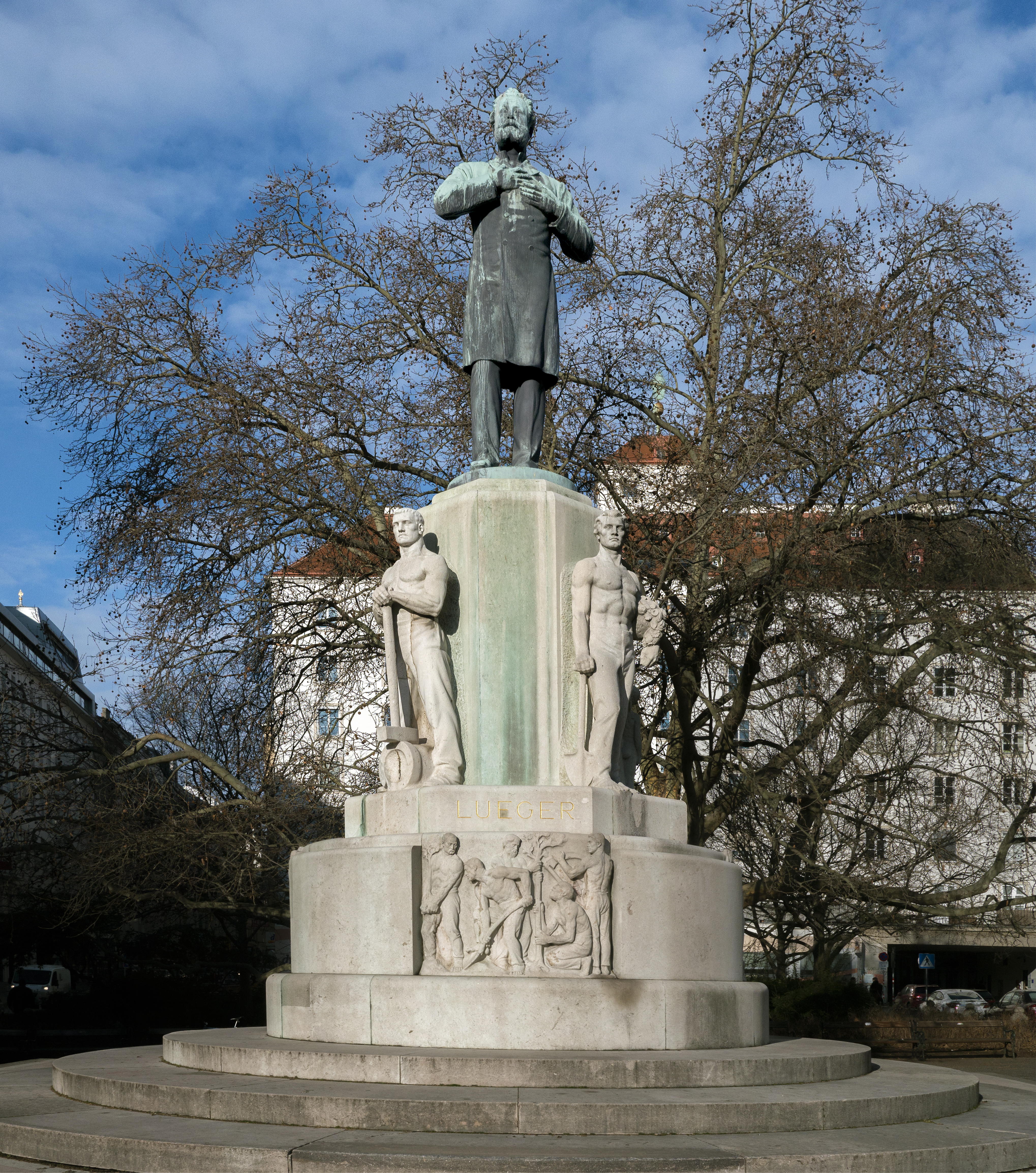
Lueger Ehrenmal
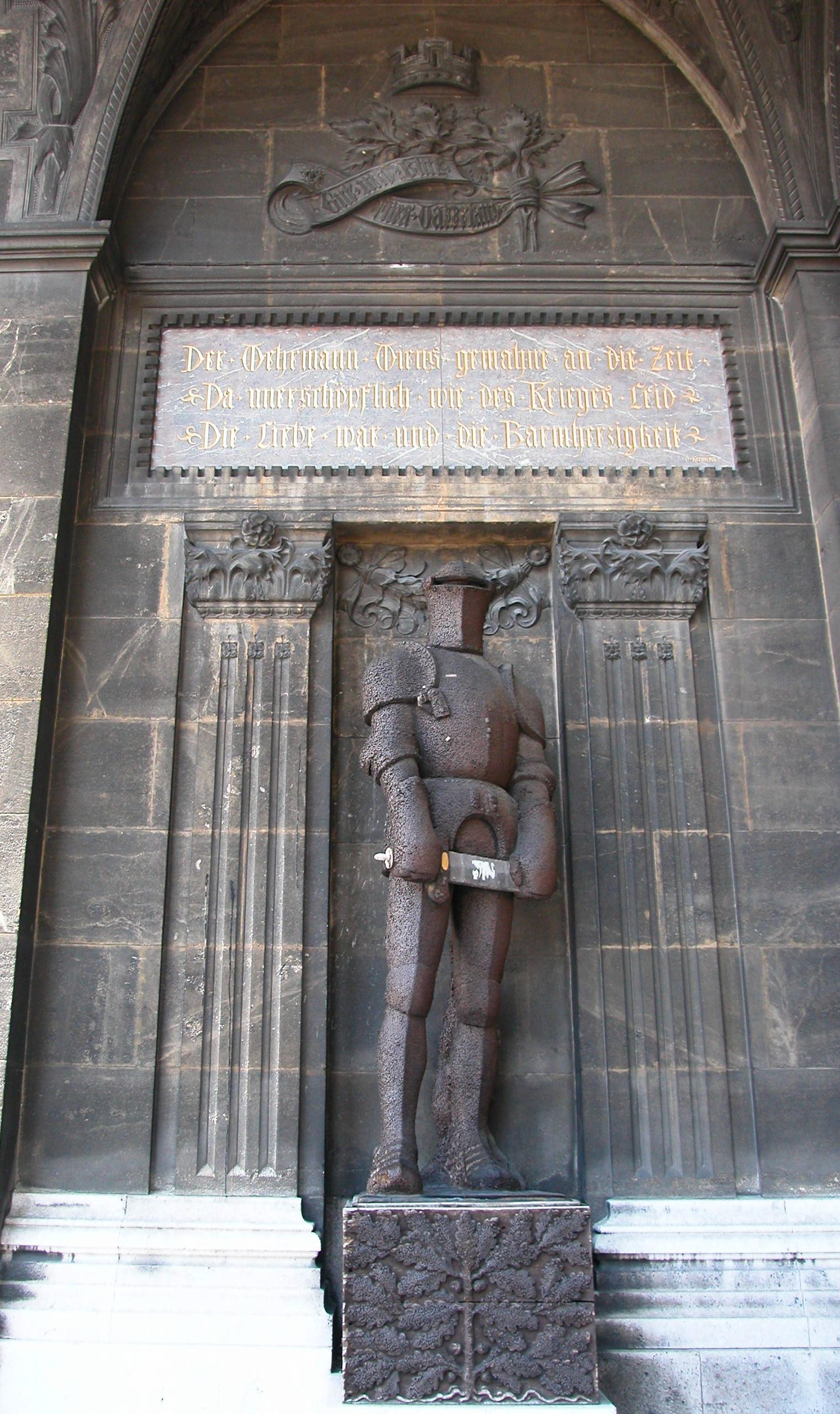
Wehrmann in Eisen
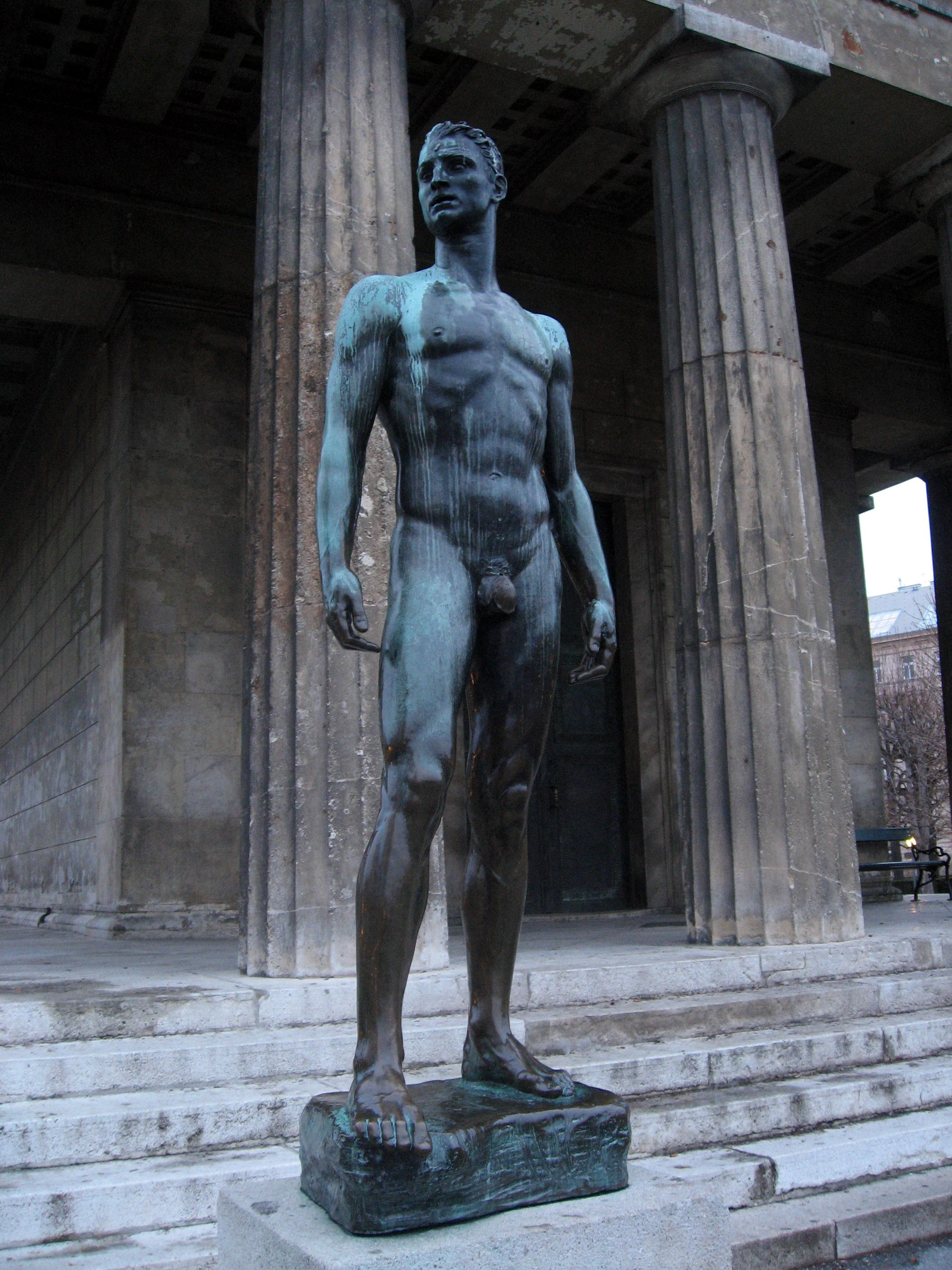
Siegerstatue auch bekannt als Jugendlicher Athlet
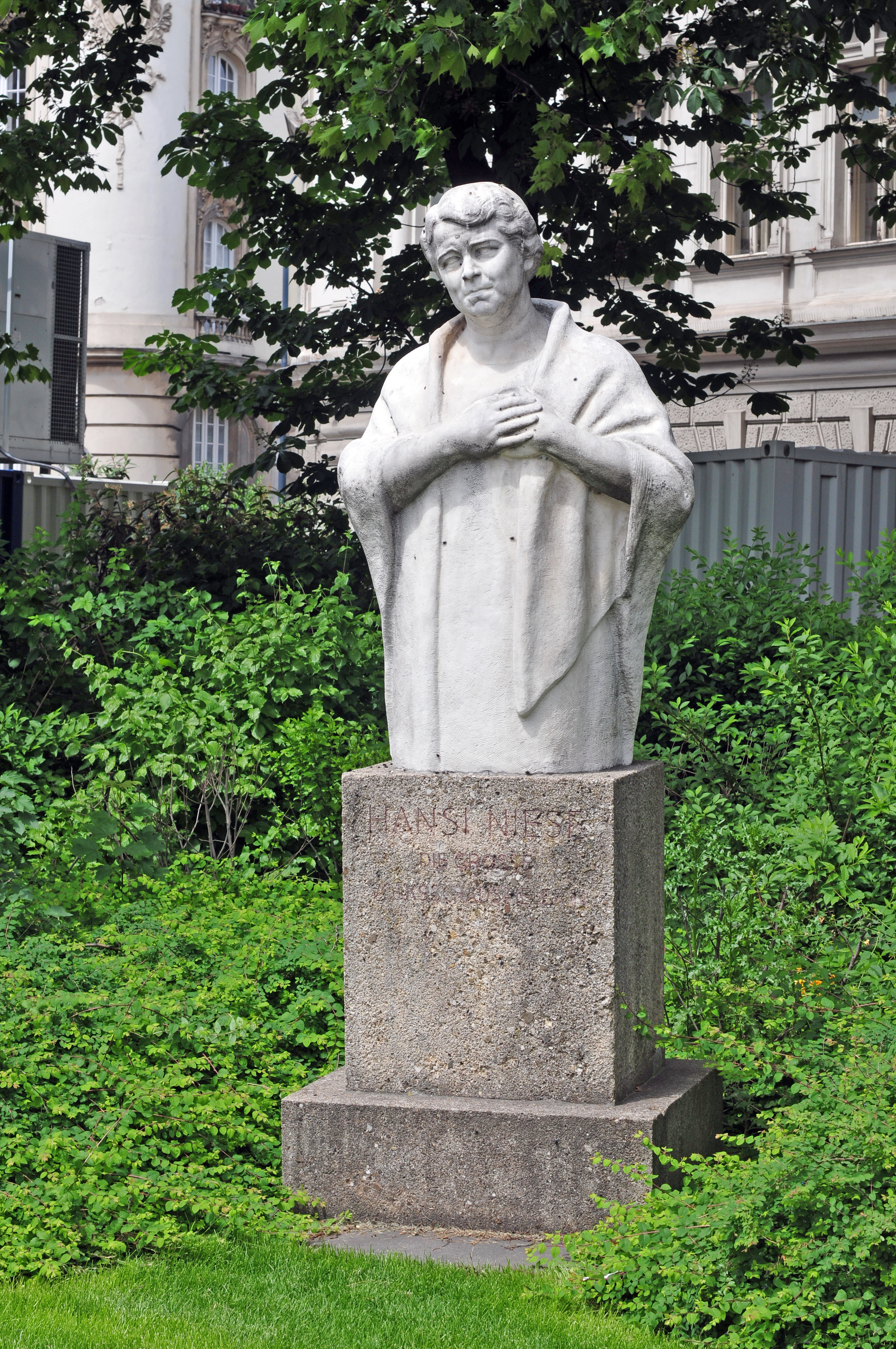
Hansi Niese Denkmal
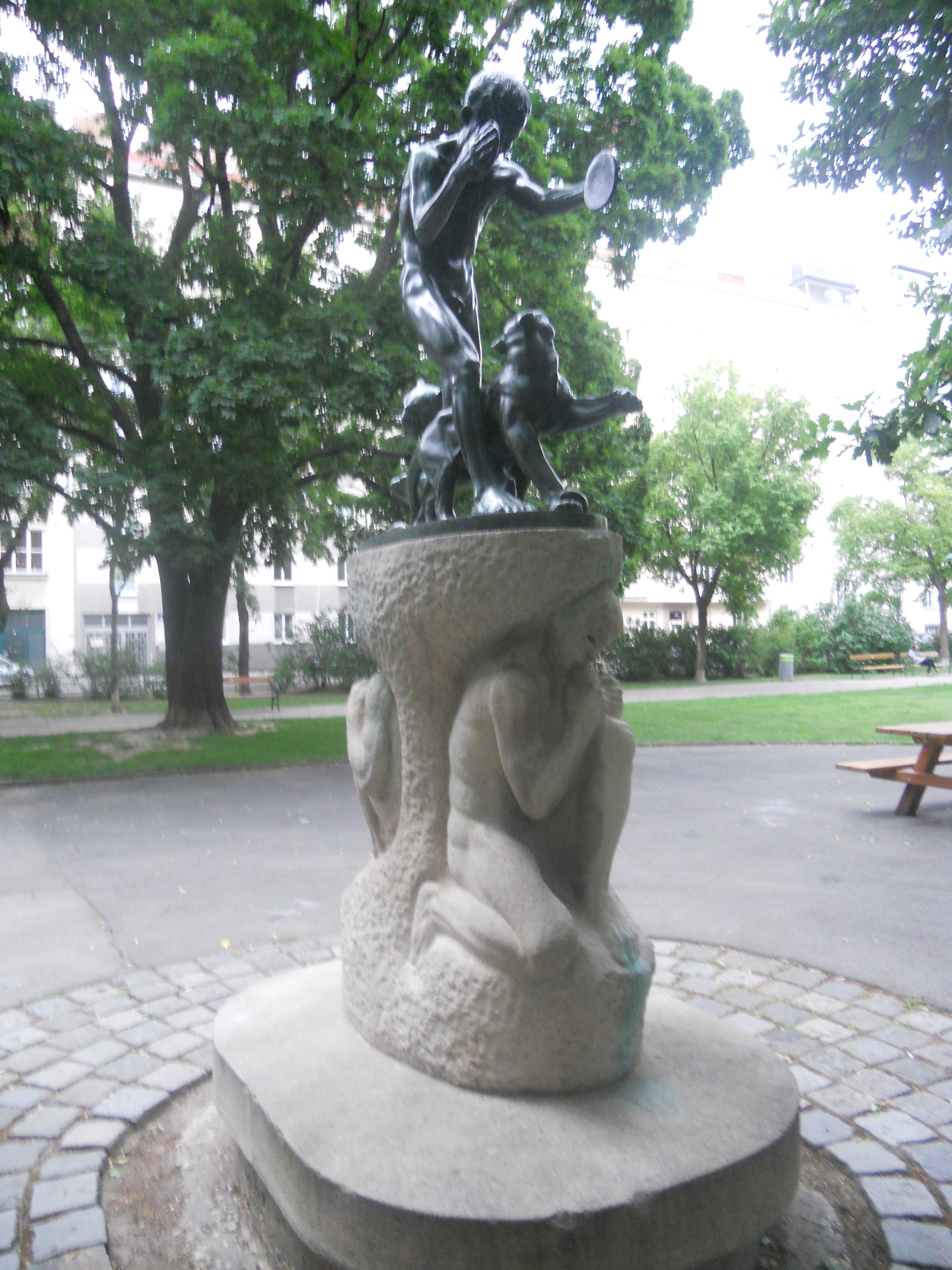
Scherzogruppe
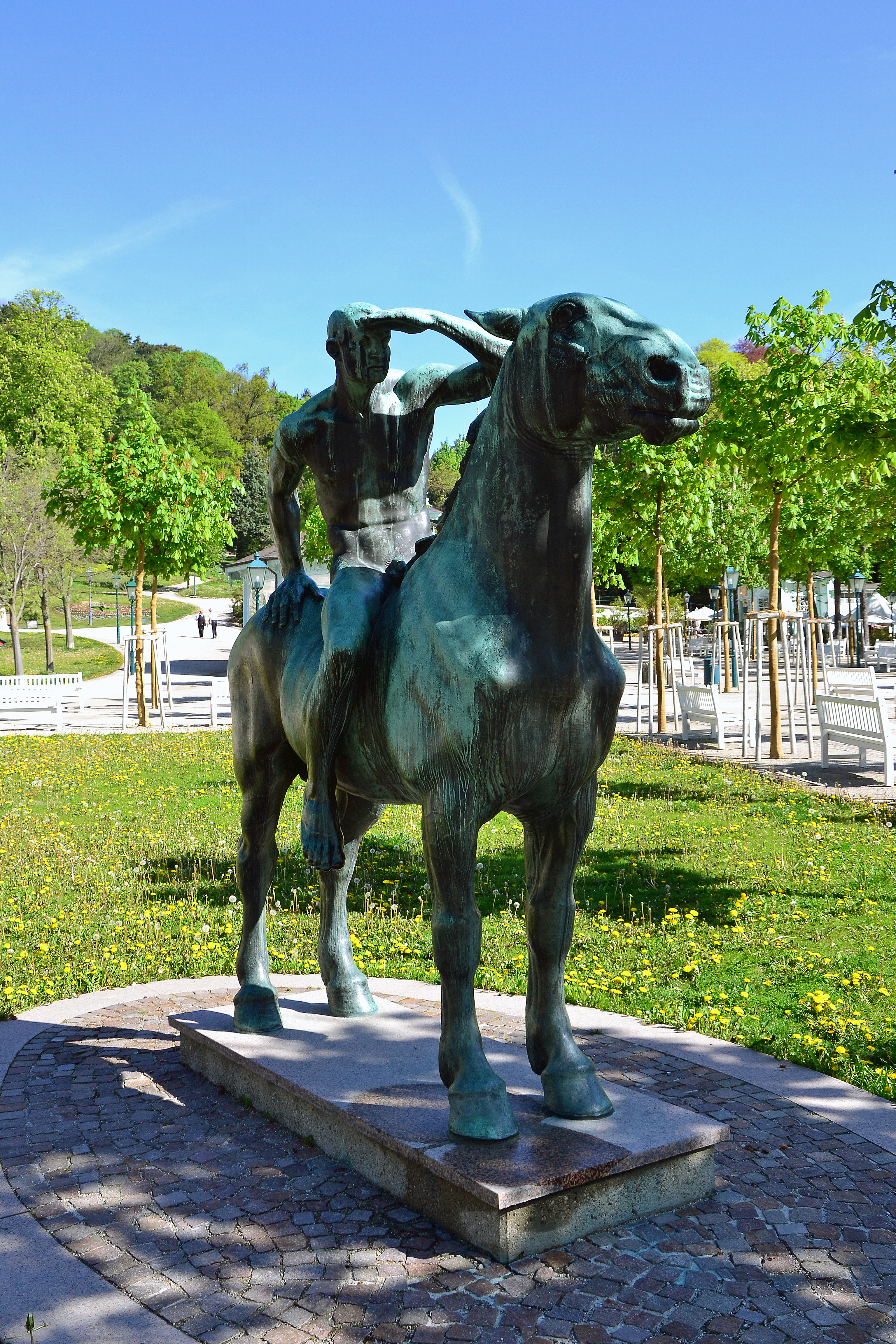
Nackter Reiter